# Citarum (rivier)
De Citarum of Ci Tarum is met een lengte van ca. 300 km de langste rivier in de Indonesische provincie West-Java. Volgens de Wereldbank (oktober 2013) is het de meest vervuilde rivier ter wereld.
De Citarum is belangrijk voor Indonesië omdat de dammen in de rivier elektriciteit leveren voor Java en Bali. De rivier wordt gebruikt voor landbouw, industrie en drinkwater. Drie miljoen mensen wonen langs haar oevers, en nog eens 11 miljoen mensen leven in de omgeving van de rivier.
De naam van de rivier is een samenvoeging van twee woorden, Ci en Tarum. Ci of Cai in Soendanees betekent water, terwijl het woord Tarum een soort bloeiende plant is (Indigofera) die wordt gebruikt als een natuurlijke indigo (paarse) kleurstof op traditionele kleding.

## Vervuiling

### Oorzaken
De Citarum heeft verschillende oorzaken van haar vervuiling. Ten eerste is er de onbehandelde afvalverwerking in West Java. Het afval van de industrie en van de mensen die langs de rivier wonen, belandt zo in de rivier. Als er gekeken wordt naar de industrie langs de rivier, is dit voor een groot deel textielindustrie. In het gebied om de Citarum hebben er meer dan 2000 fabrieken dagelijks rivierwater nodig. Het afval dat textielfabrikanten terug in de rivier stoppen, bevat verf, arseen en plastic, dat soms de hele oppervlakte bedekt.
De vervuiling die vanuit dorpen en steden in de rivier belandt, bevat vaak grote hoeveelheden plastic. Plastic kan alleen afgebroken worden tot microplastics, en verder niet. Dat is dus schadelijk voor het milieu.
Rondom de Citarum zijn er ook vulkanen. Deze kunnen er voor zorgen dat er schadelijke stoffen in de rivier terechtkomen. Ook kan er een daling van de pH zijn.

### Gevolgen
Als dit vervuilde water gebruikt wordt voor landbouw, zullen de gewassen minder waard worden. De gewassen worden bijvoorbeeld niet zo groot, of groeien helemaal niet meer. Dit heeft ook invloed op de mensen die landbouw bedrijven: ze verdienen minder geld. Dit probleem wordt alleen maar erger tijdens de moessons: rivieren overstromen, en de schadelijke stoffen belanden overal. De moesson is in Indonesië tussen november en april.
De dieren die in de rivier leven, zijn ook een voedselbron voor de omwonenden. Het is echter heel ongezond om vissen en andere dieren, die schadelijke stoffen in hun lichaam hebben, op te eten. Ooit was de Citarum vol met vis, maar nu drijven de vissen vaak dood aan de oppervlakte. Sinds 2008 zijn 60% van de vissoorten verdwenen. De vissen die jaarlijks uit de rivier worden gehaald neemt af met 5.000 ton per jaar.  De pH in de Citarum bereikt soms wel 14: een pH die huid kan verbranden.